# Pinnigorgia platystoma
Pinnigorgia platystoma är en korallart som först beskrevs av Nutting 1910.  Pinnigorgia platystoma ingår i släktet Pinnigorgia och familjen Gorgoniidae. Inga underarter finns listade i Catalogue of Life.